# Centrum (algebra)
In de abstracte algebra is het centrum van een algebraïsche structuur, zoals een groep of algebra, de verzameling van de elementen die met alle andere elementen van de structuur commutatief zijn. Het centrum op zich is dus een commutatieve structuur.

## Definitie
Het centrum {\displaystyle C\subseteq S} van een structuur {\displaystyle S} is de deelverzameling van elementen {\displaystyle c\in S} waarvoor geldt: {\displaystyle cx=xc} voor alle {\displaystyle x\in S}. 

## Eigenschappen
- Het centrum van een groep is een normaaldeler van die groep.
- Het centrum van  een ring {\displaystyle R} is een commutatieve deelring van {\displaystyle R} en {\displaystyle R} is een algebra over het centrum ervan.
- Een centrale enkelvoudige algebra over een lichaam/veld {\displaystyle K} is een algebra over {\displaystyle K} waarvan {\displaystyle K} juist het centrum is.
- Voor een lie-algebra {\displaystyle L} bestaat het centrum uit de elementen {\displaystyle s\in L} waarvoor de lie-haak {\displaystyle [s,x]=0} voor alle {\displaystyle x\in S}. Het centrum is een ideaal van de lie-algebra.